# Journal of Policy Modeling
El Journal of Policy Modeling es una revista académica revisada por pares que cubre la investigación en economía y políticas . La revista se creó en 1979 y la publica Elsevier para la Society for Policy Modeling. Publica artículos de investigación académica que analizan cuestiones de política nacional e internacional. El Journal of Policy Modeling está clasificado por el CNRS,  la Escuela de Negocios ESSEC,  y SCIMago, entre otros.
Según Journal Citation Reports, la revista tiene un factor de impacto de 1,2 en 2018.